# Carly Simon
Carly Elisabeth Simon (n. 25 de juny de 1945) és una cantant estatunidenca. Va ser una de les artistes, anomenades confessionals pel seu estil musical i les seves lletres biogràfiques, més populars dels anys 70 i 80.

## Biografia

### Inicis
Va néixer el 25 de juny de 1945 en una llar acomodada de la ciutat de Nova York. El seu pare, Richard Simon, va ser cofundador de l'editorial Simon & Schuster.
A inicis dels anys 60 ella i la seva germana, Lucy, van formar un duo anomenat The Simon Sisters que inicialment es va presentar en els bars de Greenwich Village, a Nova York. Van gravar dos LP, un de folk bastant suau i un altre amb cançons per a nens. Solament van tenir un senzill que va estar fugaçment en les llistes a l'abril de 1964: Winkin' Blinkin' and Nod.

### Carrera
Les germanes es van separar a la fi dels 60 i Carly Simon va decidir començar una carrera com a solista folk. Es va posar en contacte amb Albert Grossman, qui para llavors era el representant de Bob Dylan; desafortunadament, l'intent no va prosperar.
Diferents productors i executius coneixien els seus dots vocals però no sabien què fer amb ella, com encaixar-la en el negoci i, d'una forma natural, va decidir dedicar-se a la composició al costat del crític de cinema Jacob Brackman.
De la mà del segell Elektra les coses van començar a funcionar millor i, en 1971, dues de les seves cançons, «That's The Way I've Always Heard It Should Be» i «Anticipation», es van convertir en èxits dins dels Estats Units. La primera venia en el seu primer disc, anomenat Carly Simon, mentre que la segona li va donar títol al seu segon LP. Va fer la seva aparició en la pel·lícula del mateix any Taking Off (doblada al català amb el títol Vull volar).
Amb les coses en un terreny més positiu, Carly Simon es va ajudar amb el talent del productor Richard Perry per produir el seu tercer LP, on va incloure la seva cançó més famosa: «You’re So Vain», de la qual es diu que parla de Warren Beatty i/o Mick Jagger. Encara avui, en totes les entrevistes que se li fan a Carly Simon li pregunten sobre a qui la va dedicar i la resposta sempre és evasiva.
La cançó va vendre més d'un milió de còpies en 1972 i a inicis dels anys 90 es va tornar a llançar en Gran Bretanya després que sortís en un anunci publicitari en televisió.
No Secrets, el seu tercer llarga durada, és de lluny el seu treball més reconegut i on s'inclou molt del millor material de la seva carrera, com ara «The Right Thing To Do», que va arribar al top 40. La qualitat del disc li va valer el Grammy a la millor artista nova de l'any.